# Associazione Calcio Perugia 1981-1982
Questa voce raccoglie le informazioni riguardanti l'Associazione Calcio Perugia nelle competizioni ufficiali della stagione 1981-1982.

## Rosa
| N. |                   | Ruolo | Calciatore        |
| -- | ----------------- | ----- | ----------------- |
|    | Italia (bandiera) | A     | Claudio Ambu      |
|    | Italia (bandiera) | C     | Guglielmo Bacci   |
|    | Italia (bandiera) | C     | Lucio Bernardini  |
|    | Italia (bandiera) | C     | Luca Burini       |
|    | Italia (bandiera) | C     | Cesare Butti      |
|    | Italia (bandiera) | C     | Domenico Caso     |
|    | Italia (bandiera) | A     | Ezio Cavagnetto   |
|    | Italia (bandiera) | D     | Antonio Ceccarini |
|    | Italia (bandiera) | C     | Adolfo Cichella   |
|    | Italia (bandiera) | C     | Paolo Dal Fiume   |
|    | Italia (bandiera) | D     | Pierluigi Frosio  |

| N. |                   | Ruolo | Calciatore        |
| -- | ----------------- | ----- | ----------------- |
|    | Italia (bandiera) | C     | Mario Goretti     |
|    | Italia (bandiera) | P     | Nello Malizia     |
|    | Italia (bandiera) | P     | Franco Mancini    |
|    | Italia (bandiera) | A     | Moreno Morbiducci |
|    | Italia (bandiera) | D     | Michele Nappi     |
|    | Italia (bandiera) | D     | Claudio Ottoni    |
|    | Italia (bandiera) | A     | Giovanni Pagliari |
|    | Italia (bandiera) | C     | Stefano Perugini  |
|    | Italia (bandiera) | D     | Celeste Pin       |
|    | Italia (bandiera) | C     | Enzo Scaini       |
|    | Italia (bandiera) | D     | Daniele Tacconi   |

## Risultati

### Campionato

#### Girone di andata
| 13 settembre 1981 1ª giornata | Perugia | 2 – 1 | Lecce |  |

| 20 settembre 1981 2ª giornata | Cremonese | 0 – 0 | Perugia |  |

| 27 settembre 1981 3ª giornata | Perugia | 0 – 0 | Verona |  |

| 4 ottobre 1981 4ª giornata | Catania | 2 – 1 | Perugia |  |

| 11 ottobre 1981 5ª giornata | Perugia | 2 – 0 | Pistoiese |  |

| 18 ottobre 1981 6ª giornata | SPAL | 1 – 0 | Perugia |  |

| 25 ottobre 1981 7ª giornata | Perugia | 1 – 0 | Lazio |  |

| 1º novembre 1981 8ª giornata | Palermo | 0 – 2 | Perugia |  |

| 8 novembre 1981 9ª giornata | Perugia | 2 – 0 | Cavese |  |

| 15 novembre 1981 10ª giornata | Brescia | 1 – 0 | Perugia |  |

| 22 novembre 1981 11ª giornata | Perugia | 0 – 2 | Pisa |  |

| 29 novembre 1981 12ª giornata | Rimini | 2 – 1 | Perugia |  |

| 6 dicembre 1981 13ª giornata | Perugia | 3 – 0 | Sambenedettese |  |

| 13 dicembre 1981 14ª giornata | Varese | 3 – 2 | Perugia |  |

| 20 dicembre 1981 15ª giornata | Perugia | 1 – 0 | Pescara |  |

| 3 gennaio 1982 16ª giornata | Foggia | 0 – 0 | Perugia |  |

| 10 gennaio 1982 17ª giornata | Perugia | 2 – 0 | Sampdoria |  |

| 17 gennaio 1982 18ª giornata | Perugia | 1 – 0 | Reggiana |  |

| 24 gennaio 1982 19ª giornata | Bari | 1 – 0 | Perugia |  |

#### Girone di ritorno
| 7 febbraio 1982 20ª giornata | Lecce | 1 – 1 | Perugia |  |

| 14 febbraio 1982 21ª giornata | Perugia | 0 – 0 | Cremonese |  |

| 21 febbraio 1982 22ª giornata | Verona | 0 – 0 | Perugia |  |

| 28 febbraio 1982 23ª giornata | Perugia | 3 – 1 | Catania |  |

| 7 marzo 1982 24ª giornata | Pistoiese | 0 – 0 | Perugia |  |

| 14 marzo 1982 25ª giornata | Perugia | 1 – 0 | SPAL |  |

| 21 marzo 1982 26ª giornata | Lazio | 1 – 0 | Perugia |  |

| 28 marzo 1982 27ª giornata | Perugia | 1 – 0 | Palermo |  |

| 4 aprile 1982 28ª giornata | Cavese | 1 – 0 | Perugia |  |

| 11 aprile 1982 29ª giornata | Perugia | 0 – 1 | Brescia |  |

| 18 aprile 1982 30ª giornata | Pisa | 2 – 2 | Perugia |  |

| 25 aprile 1982 31ª giornata | Perugia | 1 – 0 | Rimini |  |

| 2 maggio 1982 32ª giornata | Sambenedettese | 1 – 1 | Perugia |  |

| 9 maggio 1982 33ª giornata | Perugia | 2 – 1 | Varese |  |

| 16 maggio 1982 34ª giornata | Pescara | 0 – 2 | Perugia |  |

| 23 maggio 1982 35ª giornata | Perugia | 1 – 0 | Foggia |  |

| 30 maggio 1982 36ª giornata | Sampdoria | 1 – 0 | Perugia |  |

| 6 giugno 1982 37ª giornata | Reggiana | 2 – 1 | Perugia |  |

| 13 giugno 1982 38ª giornata | Perugia | 1 – 1 | Bari |  |

## Statistiche

### Statistiche di squadra
| Competizione | Punti | In casa | In casa | In casa | In casa | In casa | In casa | In trasferta | In trasferta | In trasferta | In trasferta | In trasferta | In trasferta | Totale | Totale | Totale | Totale | Totale | Totale | DR  |
| Competizione | Punti | G       | V       | N       | P       | Gf      | Gs      | G            | V            | N            | P            | Gf           | Gs           | G      | V      | N      | P      | Gf     | Gs     | DR  |
| ------------ | ----- | ------- | ------- | ------- | ------- | ------- | ------- | ------------ | ------------ | ------------ | ------------ | ------------ | ------------ | ------ | ------ | ------ | ------ | ------ | ------ | --- |
| Serie B      | 42    | 19      | 14      | 3       | 2       | 24      | 7       | 19           | 2            | 7            | 10           | 13           | 19           | 38     | 16     | 10     | 12     | 37     | 26     | +11 |
| Coppa Italia | 5     | 2       | 1       | 1       | 0       | 1       | 0       | 2            | 0            | 2            | 0            | 2            | 2            | 4      | 1      | 3      | 0      | 3      | 2      | +1  |
| Totale       |       | 21      | 15      | 4       | 2       | 25      | 7       | 21           | 2            | 9            | 10           | 15           | 21           | 42     | 17     | 13     | 12     | 40     | 28     | +12 |

### Statistiche dei giocatori
| Giocatore     | Serie B  | Serie B | Serie B     | Serie B    | Coppa Italia | Coppa Italia | Coppa Italia | Coppa Italia | Totale   | Totale | Totale      | Totale     |
| Giocatore     | Presenze | Reti    | Ammonizioni | Espulsioni | Presenze     | Reti         | Ammonizioni  | Espulsioni   | Presenze | Reti   | Ammonizioni | Espulsioni |
| ------------- | -------- | ------- | ----------- | ---------- | ------------ | ------------ | ------------ | ------------ | -------- | ------ | ----------- | ---------- |
| C. Ambu       | 30       | 5       | ?           | ?          | ?            | ?            | ?            | ?            | 30+      | 5+     | ?           | ?          |
| G. Bacci      | 15       | 1       | ?           | ?          | ?            | ?            | ?            | ?            | 15+      | 1+     | ?           | ?          |
| L. Bernardini | 29       | 2       | ?           | ?          | ?            | ?            | ?            | ?            | 29+      | 2+     | ?           | ?          |
| L. Burini     | 3        | 0       | ?           | ?          | ?            | ?            | ?            | ?            | 3+       | 0+     | ?           | ?          |
| C. Butti      | 33       | 0       | ?           | ?          | ?            | ?            | ?            | ?            | 33+      | 0+     | ?           | ?          |
| D. Caso       | 35       | 6       | ?           | ?          | ?            | ?            | ?            | ?            | 35+      | 6+     | ?           | ?          |
| E. Cavagnetto | 37       | 7       | ?           | ?          | ?            | ?            | ?            | ?            | 37+      | 7+     | ?           | ?          |
| A. Ceccarini  | 36       | 1 (-1)  | ?           | ?          | ?            | ?            | ?            | ?            | 36+      | 1+     | ?           | ?          |
| A. Cicchella  | 2        | 0       | ?           | ?          | ?            | ?            | ?            | ?            | 2+       | 0+     | ?           | ?          |
| P. Dal Fiume  | 32       | 3       | ?           | ?          | ?            | ?            | ?            | ?            | 32+      | 3+     | ?           | ?          |
| P. Frosio     | 36       | 0       | ?           | ?          | ?            | ?            | ?            | ?            | 36+      | 0+     | ?           | ?          |
| M. Goretti    | 3        | 0       | ?           | ?          | ?            | ?            | ?            | ?            | 3+       | 0+     | ?           | ?          |
| N. Malizia    | 35       | -20     | ?           | ?          | ?            | ?            | ?            | ?            | 35+      | -20+   | ?           | ?          |
| F. Mancini    | 3        | -5      | ?           | ?          | ?            | ?            | ?            | ?            | 3+       | -5+    | ?           | ?          |
| M. Morbiducci | 20       | 6       | ?           | ?          | ?            | ?            | ?            | ?            | 20+      | 6+     | ?           | ?          |
| M. Nappi      | 36       | 0       | ?           | ?          | ?            | ?            | ?            | ?            | 36+      | 0+     | ?           | ?          |
| C. Ottoni     | 12       | 0       | ?           | ?          | ?            | ?            | ?            | ?            | 12+      | 0+     | ?           | ?          |
| G. Pagliari   | 20       | 4       | ?           | ?          | ?            | ?            | ?            | ?            | 20+      | 4+     | ?           | ?          |
| S. Perugini   | 2        | 0       | ?           | ?          | ?            | ?            | ?            | ?            | 2+       | 0+     | ?           | ?          |
| C. Pin        | 36       | 1       | ?           | ?          | ?            | ?            | ?            | ?            | 36+      | 1+     | ?           | ?          |
| E. Scaini     | 13       | 1       | ?           | ?          | ?            | ?            | ?            | ?            | 13+      | 1+     | ?           | ?          |
| D. Tacconi    | 12       | 0       | ?           | ?          | ?            | ?            | ?            | ?            | 12+      | 0+     | ?           | ?          |